# Casarile
Casarile (Casaril in dialetto milanese) è un comune italiano di 3 945 abitanti della città metropolitana di Milano in Lombardia.

## Origini del nome
Il nome del comune deriva dal latino casearile, "luogo dove si fa e si conserva il formaggio". Un'altra scuola di pensiero invece fa risalire il nome del paese alla prima casa che era presente sul territorio, più precisamente su un rile, in dialetto un "fiumiciattolo".

## Storia
Anche Casarile fu parte del feudo di Mettone dei marchesi Molinari.

### Simboli
Lo stemma e il gonfalone sono stati concessi con DPR dell'8 giugno 1987.
La banda diminuita d'azzurro rappresenta il Naviglio Pavese sulle cui sponde sorge il comune.
Il gonfalone è un drappo di rosso.

## Società

### Evoluzione demografica
- 260 nel 1751
- 430 nel 1805
- 769 nel 1809 dopo l'annessione di Zavanasco
- annessione a Binasco nel 1811
- 850 nel 1853
- 872 nel 1859

Abitanti censiti

### Etnie e minoranze straniere
Secondo i dati ISTAT al 31 dicembre 2010 la popolazione straniera residente era di 317 persone. Le nazionalità maggiormente rappresentate in base alla loro percentuale sul totale della popolazione residente erano:
- Romania 52 1,33%

## Geografia antropica
Il comune di Casarile possiede quattro storiche frazioni: Colombera, Melone, Porchera e Zavanasco, quest'ultima unita al territorio comunale dagli austriaci nel 1842, rimanendo da quel momento la sede municipale fino all'arrivo dei Savoia.

## Monumenti e luoghi d’interesse
- Chiesa di San Biagio (Casarile)

## Infrastrutture e trasporti
Fra il 1880 e il 1936 la località ospitò una fermata della Tranvia Milano-Pavia.

## Amministrazione
| Periodo        | Periodo   | Primo cittadino | Partito                       | Carica  | Note  |
| -------------- | --------- | --------------- | ----------------------------- | ------- | ----- |
| 27 giugno 2019 | in carica | Cantoro Silvana | Lista civica Casarile insieme | Sindaco | [ 7 ] |